# Retrato de Isabel de Este (Tiziano)

Óleo sobre lienzo, 102 cm × 64 cm, c 1534–36. Kunsthistorisches Museum, Viena

Retrato de Isabel de Este (o Isabel de negro) es un óleo sobre lienzo del pintor italiano Tiziano, completado entre 1534 y 1536. Supuestamente muestra a la marquesa de Mantua, Isabel de Este, hija de Hércules I de Este, duque de Ferrara, y de Leonor de Nápoles. Debido al original de Tiziano, la representación es ampliamente conocida, pero la identificación como Isabel de Este es incierta. Véase, por ejemplo, el catálogo razonado de Tiziano.
Aunque Tiziano la representa como una mujer joven, tenía alrededor de sesenta y dos años cuando la obra fue entregada. Isabel era socialmente ambiciosa y consciente del efecto que una pintura de un artista renombrado podría tener en su reputación y prestigio - también había encargado retratos a Leonardo da Vinci y Andrea Mantegna.
Es uno de los dos retratos que Tiziano le pintó; Isabel de rojo (o Isabel mayor) de 1529 solo se conoce por una copia de Rubens. Muestra una Isabel más mayor y matrona, pero estaba tan disgustada con el cuadro que pidió un segundo retrato idealizado, mostrándola como pensaba que se veía cuarenta años antes. El historiador del arte Lionel Cust menciona que la fama y el renombre de Isabel no eran debidos a su "belleza, sino a su intelecto y carácter". Fred Kleiner escribió que el trabajo es un "retrato distintivo de una mecenas equilibrada y segura de sí misma que debe poco a su modelo". Se exhibe en el Kunsthistorisches Museum de Viena.

## De fondo

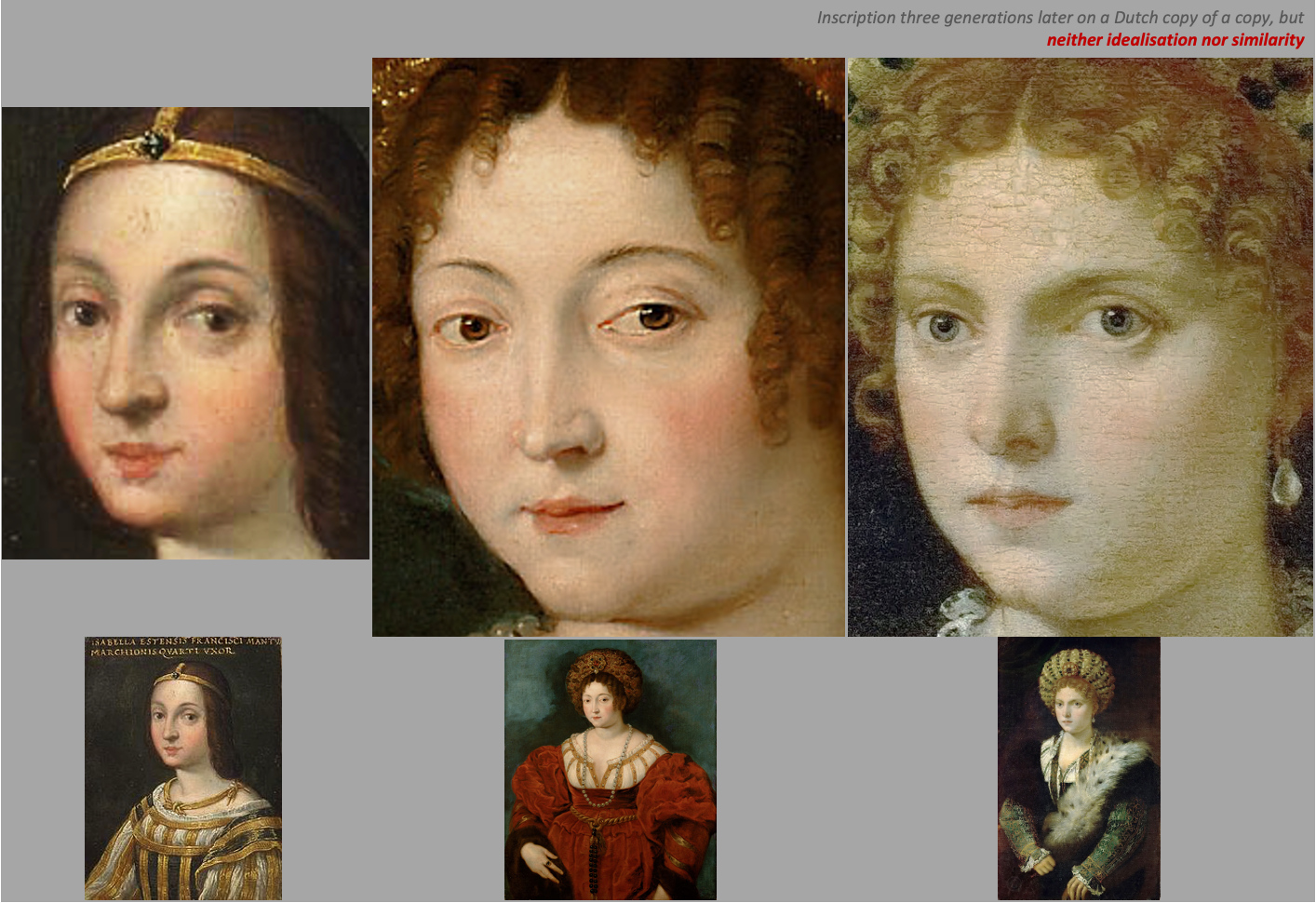
Los tres retratos coloreados de Isabel de Este en el Museo de Historia del Arte de Viena,
¿incluyendo quizás una confusión?

Isabel fue retratada varias veces en su juventud. Fue comprometida con Francisco Gonzaga en 1480 cuando tenía seis años; se casaron cuando cumplió dieciséis. Fue pintada por Cosimo Tura de niña y en varias ocasiones en torno al momento de la boda, época en que fue honrada con una medalla conmemorativa. Fue crítica con un retrato de Andrea Mantegna completado después de 1493, y en la década de 1510 se había cansado de representaciones realistas. Parece ser que temía los efectos de la edad, y dado que era de baja estatura, estaba preocupada por el creciente aumento de peso.

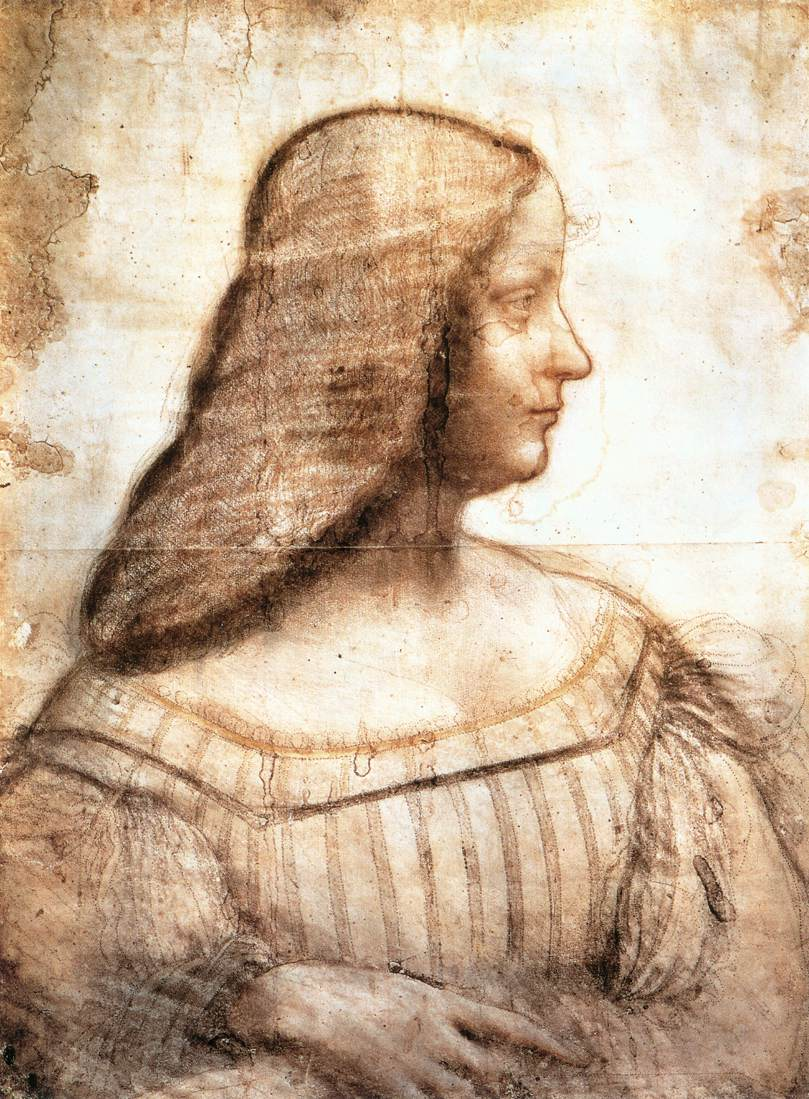
Dibujo de Isabel en su juventud para un posible retrato, atribuido a Leonardo da Vinci.

Retuvo ideas muy fuertes por el resto de su vida sobre cómo tenía que ser retratada. Desde los años 1520 pidió que la retrataran a partir de descripciones escritas - con la excusa de que las palabras capturaban más de cerca la esencia de una persona que el posado al natural. Esto era conveniente para Tiziano, que era muy buscado como retratista, no le gustaba viajar, y de todos modos se enorgullecía del hecho de que podía captar la figura a partir de la descripción escrita. Sin embargo, rechazó su primer retrato, la Isabel de rojo ahora perdida de 1529, viéndolo poco agradable, y cinco años más tarde le pidió que pintara un segundo. Las quejas registradas sobre la primera pintura indican que la última cosa que buscaba la clienta era que se pareciera. Estaba descontenta con su nariz, postura, traje, expresión facial, y consideraba que había resaltado su ligero estrabismo.

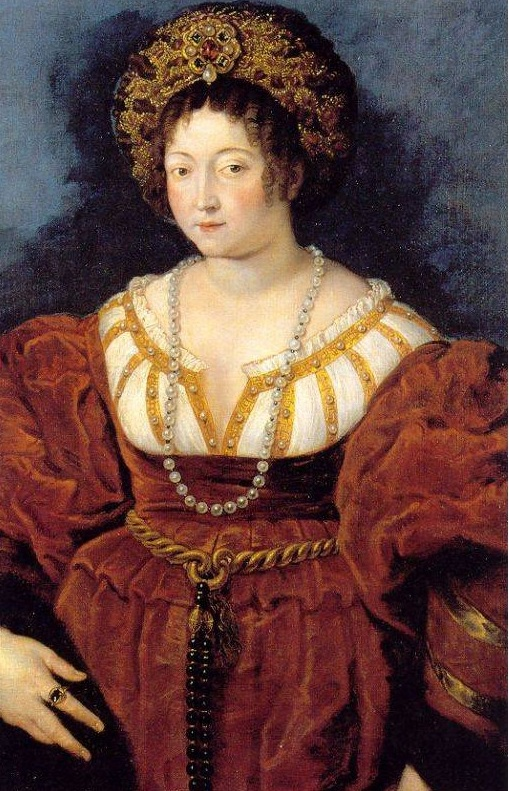
La copia de Rubens de Isabel de rojo. La dama tenía 55 años cuando se pintó el original, pero disgustada con su aspecto de matrona pidió a Tiziano un segundo retrato, mostrándola como una joven de veinte.

Isabel pidió a Tiziano que se basara en un retrato que le envió de 1511 pintado por Francesco Francia, el cual la mostraba como una muchacha con una belleza juvenil. Este trabajo a su vez se basaba en otro retrato aun más anterior (probablemente de Lorenzo Costa o el dibujo de Leonardo) y en la descripción oral de su medio hermana Lucrecia de Este-Bentivoglio. A Francia se le dio la oportunidad de viajar a Mantua donde Isabel posaría para él, pero declinó, creyendo que pintaría mejor a partir del dibujo y la descripción escrita. Esto era conveniente para Isabel, que escribió que de hecho la había "hecho mucho más hermosa con su arte de lo que la naturaleza nos hizo". Sin embargo, más tarde dudó de que fuera así como la verían y recordarían en la posteridad; creía que le había hecho los ojos "demasiado negros" y que las sombras eran demasiado pesadas, y pidió que ambos fueran aligerados.
Tiziano fue ayudado  por la descripción de Isabel escrita por Gian Giorgio Trissino. Quedó tan complacida con el segundo retrato, que escribió: "El retrato de la mano de Tiziano es de un tipo tan agradable que dudamos que alguna vez, a la edad que él representa, hayamos tenido tanta belleza."
Otros no quedaron tan impresionados por el evidente engaño. El escritor contemporáneo y satírico Pietro Aretino describió la pintura final como  "deshonestamente fea" y "supremamente deshonestamente embellecida" mostrando inmerecidos "dientes de marfil" y "marfileñas pestañas". Los historiadores del arte que examinan el trabajo tienden a centrarse en su vanidad, aunque reconociendo también que las damas de las cortes europeas de la época aparecían en público y se esperaba de ellas que fueran físicamente agradables y personalmente encantadoras al mismo tiempo que mostrando señales de modestia y castidad. Este no fue el primer retrato de Tiziano donde halagó al cliente con un aspecto rejuvenecido, retrospectivo, o una imagen idealizada; su retrato de Felipe II de España muestra al rey, que era insignificante en vida, como un héroe militar bañado en luz para otorgarle un aura de heroicidad.

## Descripción

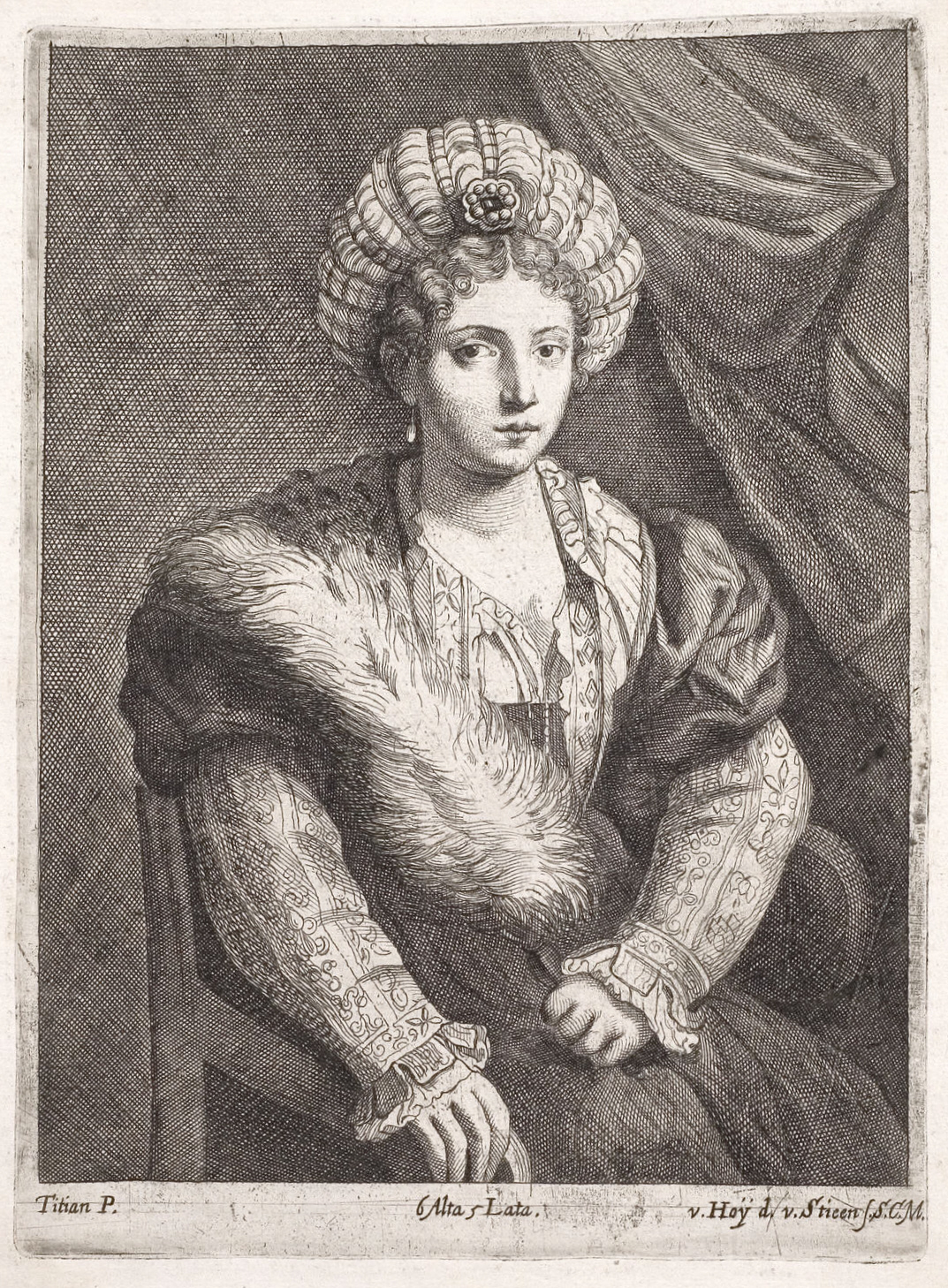
Grabado de Nikolaus van Hoy y Franciscus van der Steen mostrando las medidas de la pintura original como "6 alta 5 lata" (6 palmos de alto por 5 palmos de ancho).

La obra se centra en el alto rango social, personalidad enérgica, inteligencia y en relatos de segunda mano de su belleza. Isabel era una coleccionista  de arte antiguo y contemporáneo, y como poderosa mecenas de la cultura fue la responsable en parte del desarrollo de una corte muy refinada en Mantua. Debido a ello Tiziano, como pintor por encargo, habría sido económicamente dependiente, y por ello proclive a halagar y rendir homenaje a la modelo. Aunque es retratada como una mujer hermosa y mucho más joven, el espectador no tiene dudas de su alto estatus social y sofisticación cultural. Tiene una boca pequeña y redondeada y ojos grandes, con cejas arqueadas y oscuras. Tiene piel pálida pero mejillas sonrosadas, y hoyuelo en la barbilla. Hay una dualidad en su expresión facial; aunque los rasgos son suaves, su personalidad fuerte y enérgica es evidente, acentuado por el cuerpo rígido y sentado erguido, dándole un aire imperioso.
Su cabello rojizo está recogido bajo un suntuoso balzo, un tipo de tocado que ella misma puso de moda entre las damas del norte de Italia. Su atuendo es igual de rico, con un vestido de terciopelo ricamente bordado, al igual que el borde de la camisa blanca. Cruza al hombro una estola de armiño y las mangas están decoradas con brocado de oro y plata. El trabajo refleja la  tendencia de Tiziano a enfatizar las manos del retratado, mediante mangas elaboradamente decoradas y finamente detalladas que sirven para atraer la atención del espectador hacia ellas.

El retrato estaba en la colección del archiduque Leopoldo Guillermo de Austria quién lo mandó grabar en 1656 para su Theatrum Pictorium, aunque la piel de armiño fue sustituida por una larga pluma con mango.